# Sean Cronin (Schauspieler)
Sean Cronin (* 10. Juli 1964 in London) ist ein britischer Schauspieler und Filmemacher.

## Leben
Sean Cronin wurde 1964 in London als Sohn einer englischen Mutter und eines Irischen Vater geboren. Nach der Gründung der Rockband ‘The Marionettes’ in den 1980ern, unternahm er als Frontman mit seiner Band eine Welttour, bei der sie in vielen Ländern Live – Auftritte hatten. Nach der erfolgreichen Veröffentlichung der ersten vier Albums, kehrte Sean zurück nach London, wo er 1996 seinen eigenen Nachtklub „Club Wild“ gegründet hat.
1990 stieg Cronin ins Filmgeschäft ein und wurde, aufgrund eigener Begabung, zum Kameramann und Filmregisseur. Er drehte Dutzende Musikvideos und Kurzfilme, in dessen Verlauf viele andere Filmmacher auf ihn aufmerksam geworden sind. So kam es zu seinen ersten kleinen Filmauftritten in großen Hollywood Blockbusters, wie Die Mumie (1999) und Harry Potter und die Kammer des Schreckens (2002). Zurzeit erlangt Sean recht signifikante Rollen an zahlreichen Spielfilmprojekten, bei denen er auch gelegentlich selbst die Regie übernimmt.
Cronin besitzt seine eigene Filmproduktionsfirma ‘Magnificent Films’. Er ist Vater von elf Kindern und spricht neben seiner Muttersprache Englisch auch fließend Deutsch.

## Filmografie (Auswahl)
- 1999: Die Mumie (The Mummy)
- 1999: Notting Hill
- 1999: Star Wars: Episode I – Die dunkle Bedrohung (Star Wars: Episode I – The Phantom Menace)
- 1999: Cleopatra (Fernsehfilm)
- 1999: Elephant Juice
- 1999: James Bond 007 – Die Welt ist nicht genug (The World Is Not Enough)
- 1999: Sleepy Hollow
- 2000: Maybe Baby
- 2000: Ready and Daughter (Fernsehfilm)
- 2001: The Last Minute
- 2002: About a Boy oder: Der Tag der toten Ente (About a Boy)
- 2002: Harry Potter und die Kammer des Schreckens (Harry Potter and the Chamber of Secrets)
- 2008: Will to Power – Der perfekte Mord (Will to Power)
- 2012: Different Perspectives
- 2012: The Thompsons
- 2015: Mission: Impossible – Rogue Nation
- 2016: Eliminators
- 2016: Phantastische Tierwesen und wo sie zu finden sind (Fantastic Beasts and Where to Find Them)
- 2022: The Fourth Musketeer